# ماتوگاما
ماتوگاما (به لاتین: Matugama) یک منطقهٔ مسکونی در سری‌لانکا است که در ناحیه کالوتارا واقع شده‌است. ماتوگاما ۱۴۷ متر بالاتر از سطح دریا واقع شده‌است.